# Emil Hawerman

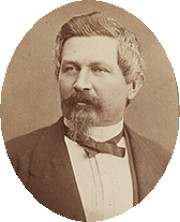
Emil Hawerman.

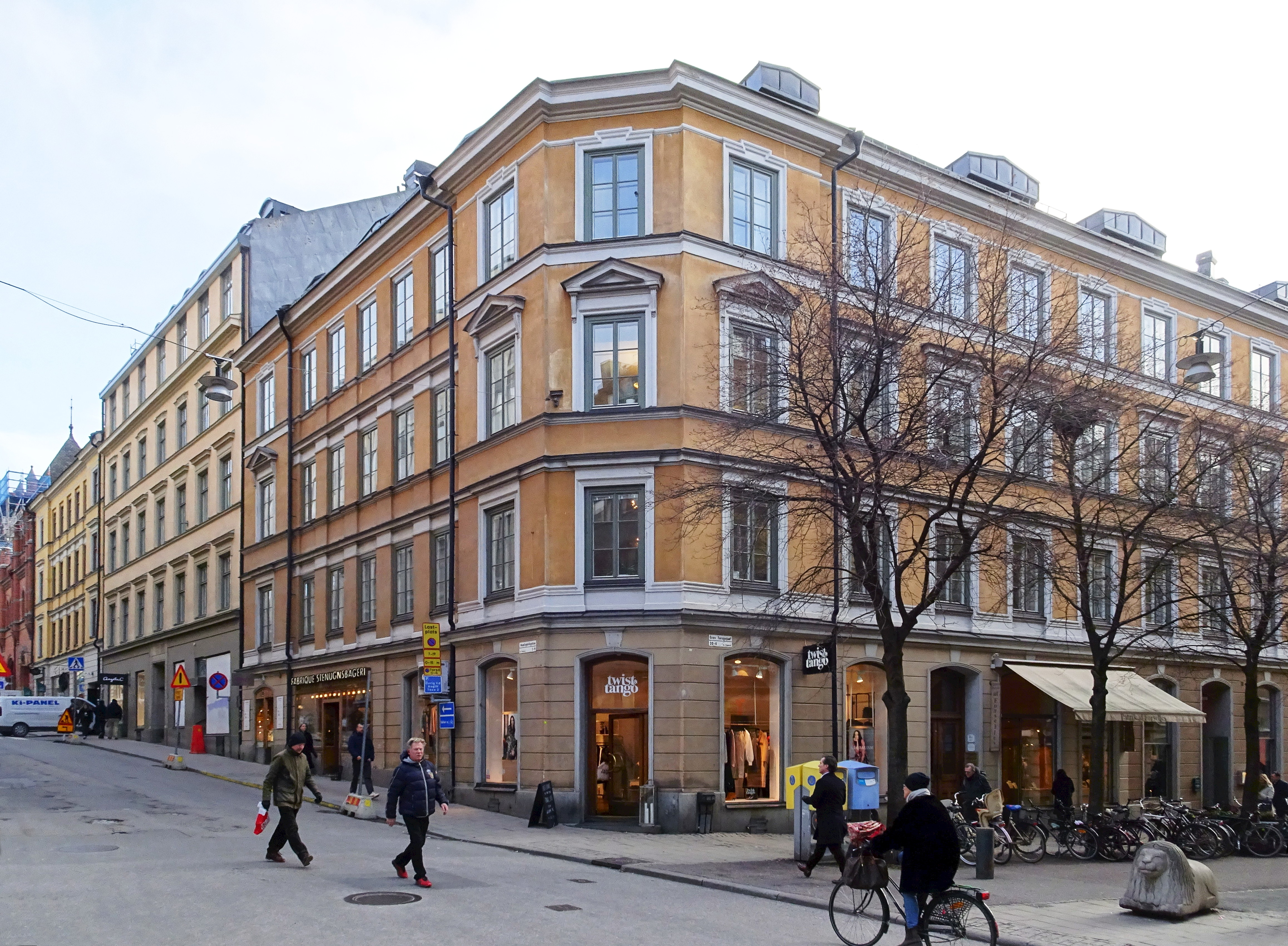
Grev Turegatan/Humlegårdsgatan ritad och byggd av Hawerman på 1860-talet.

Gustaf Emil Hawerman, född 31 oktober 1825, död 28 november 1891, var en svensk byggmästare och arkitekt, huvudsakligen verksam i Stockholm under 1800-talets andra hälft.

## Biografi
Emil Hawerman blev 1852 murmästare vid Murmästareämbetet och var anställd hos sin morbror arkitekt Fredrik Blom vid överintendentsämbetet där han tillsammans med Victor Ringheim uppförde byggnaden för Sjökarteverket på Skeppsholmen.
Han drev egen arkitektverksamhet i Stockholm och uppträdde både som arkitekt, byggherre och byggmästare under 1800-talets andra hälft. Ett exempel för hans verksamhet är hörnet Humlegårdsgatan / Grev Turegatan i kvarteret Riddaren där han ritade och byggde fyra fastigheter intill varandra (Riddaren 8, 14, 15 och 16) med början 1862. Han var lärare vid Konstakademiens byggnadsskola och ledamot i Stockholms byggnadsnämnd samt medlem i Konstnärsklubben. Från 1859 var han medlem i Stockholms Byggnadsförening.

## Familj
Emil Hawerman var gift med Emelie Wilhelmina Lallerstedt. Deras son var arkitekt Ernst Hawerman. Emils bröder, Johan Adolf Hawerman och Ludwig Hawerman var också arkitekter. Bröderna var söner till instrumentdirektören A F Hawerman i Karlskrona och Fredrika Blom, född i Karlskrona 1784. De var systersöner till arkitekterna Fredrik Blom och Gustav Adolf Blom. Emil Hawerman är begravd på Norra begravningsplatsen utanför Stockholm där han gravsattes den 4 december 1891.